# Rental Family
Rental Family ist eine Tragikomödie von Hikari. Der Film mit Brendan Fraser in der Rolle eines abgehalfterten US-amerikanischen Schauspielers, der in Tokio lebt und als „Mietfamilienmitglied“ arbeitet, soll im September 2025 beim Toronto International Film Festival seine Premiere feiern. Der US-Kinostart ist im November 2025 geplant, der Kinostart in Deutschland im Januar 2026.

## Handlung
Ein glückloser US-amerikanischen Schauspieler lebt in Tokio. Er arbeitet als „Leihfamilie“, egal ob als Ehemann, Vater, Sohn oder Bruder. Was als Performance beginnt, entwickelt sich langsam zu etwas Ehrlicherem, Unverfälschtem und Therapeutischem.

## Produktion

### Filmstab, Besetzung und Dreharbeiten

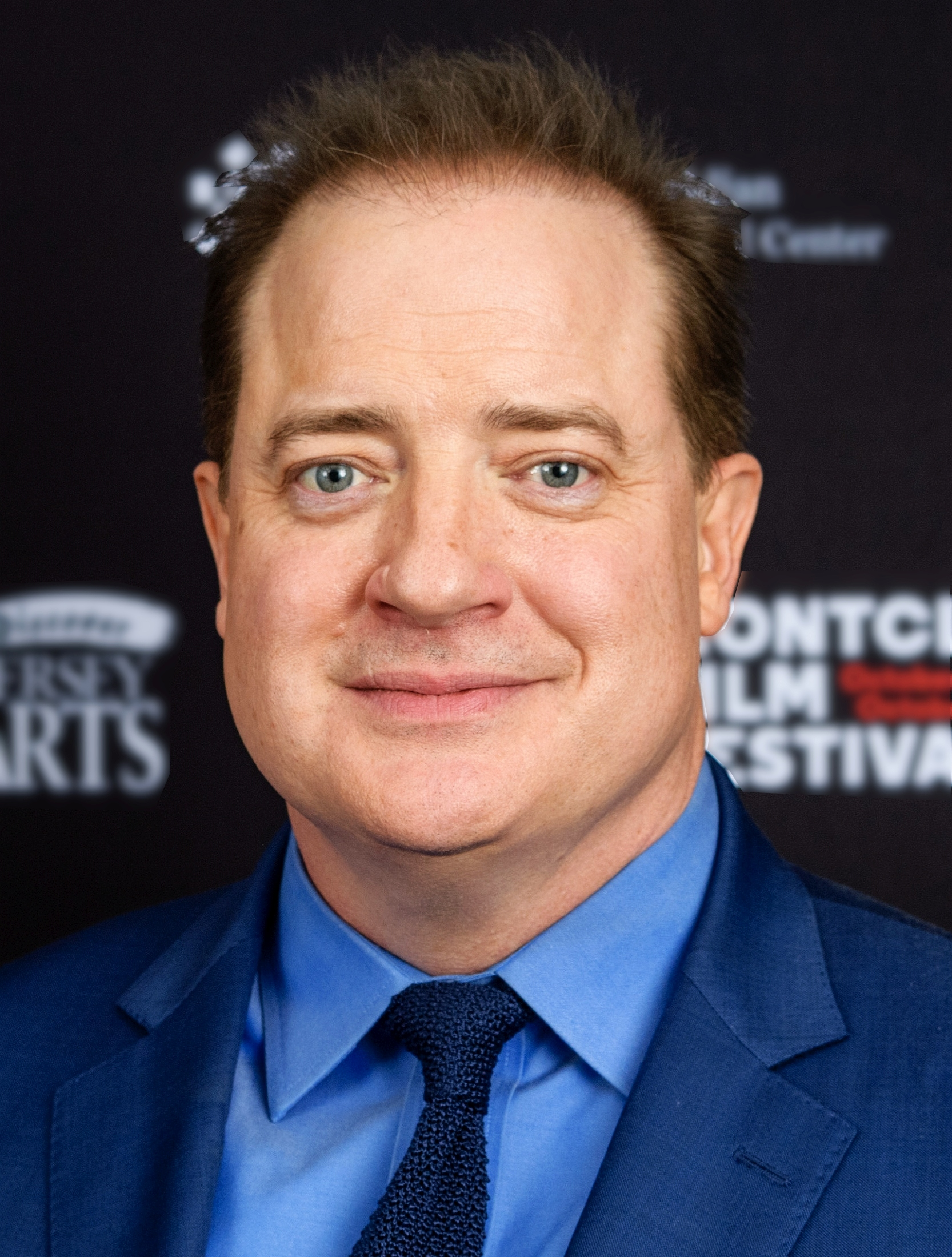
Brendan Fraser spielt das „Mietfamilienmitglied“

Regie führte Hikari, die gemeinsam mit Stephen Blahut auch das Drehbuch schrieb. Es handelt sich bei Rental Family nach 37 seconds um den zweiten Spielfilm der japanischen Regisseurin. Filmeditor Thomas A. Krueger war in der Vergangenheit für Filme wie A Boyfriend for Christmas von Kevin Connor, Supernova – Wenn die Sonne explodiert von John Harrison und Jack’s Family Adventure von Bradford May tätig. Koautor Blahut war bei 37 Seconds ihr Kameramann.
Brendan Fraser, der für seine Darstellung eines übergewichtigen, schwerkranken Englischprofessors in The Whale mit einem Oscar ausgezeichnet wurde, spielt in der Hauptrolle den vom Pech verfolgten US-Amerikaner, der seit langem in Tokio lebt und einen Job bei einer Agentur annimmt, die sich auf die Vermietung von „Familienmitgliedern“ spezialisiert hat. Weiter auf der Besetzungsliste finden sich die japanischen Schauspieler Takehiro Hira, Akira Emoto und Mari Yamamoto. Das Casting übernahmen Keiko Hibi und Yumi Takada.
Die Dreharbeiten fanden von März bis Mai 2024 in Japan statt. Als Kameramann fungierte Takurô Ishizaka, der in der Vergangenheit für Filme wie Rurouni Kenshin von Keishi Ōtomo, das Historiendrama Dang kou feng yun von Gordon Chan und den Science-Fiction-Film Man in the Mountain von Dennis Trombly tätig war.

### Filmmusik, Marketing und Veröffentlichung
Die Filmmusik komponierten Jón Þór Birgisson und Alex Somers. Jón Þór Birgisson ist Gitarrist und Sänger, bekannt für seine Falsettstimme, und Leadsänger der isländischen Postrock-Band Sigur Rós. Er und Somers arbeiteten in der Vergangenheit regelmäßig unter dem Namen Jónsi & Alex zusammen.
Erstes Bildmaterial wurde Ende Juli 2025, ein erster Trailer Anfang August desselben Jahres veröffentlicht. Die Premiere des Films ist am 7. September 2025 beim Toronto International Film Festival geplant. Ebenfalls im September 2025 wird er bei der Filmkunstmesse Leipzig gezeigt. Im Oktober 2025 sind Vorstellungen beim London Film Festival geplant. Der US-Kinostart ist am 21. November 2025 geplant. Am 8. Januar 2026 soll der Film in die deutschen Kinos kommen.